# Казанчян-Лонгобардо, Анна
Анна Казанчян-Лонгобардо (Лонгбардо, англ. Anna Kazanjian Longobardo, арм. Աննա Կազանջյան; 1928, Нью-Йорк, США — 7 декабря 2020, Нью-Йорк, США) — американский инженер, одна из первых женщин-инженеров в американском машиностроении.  
Первая женщина, получившая степень бакалавра машиностроения в Колумбийском университете. Первая женщина, возглавившая Ассоциацию выпускников инженерных специальностей, первая женщина-президент Федерации выпускников и первая женщина-председатель Инженерного совета Колумбийского университета. В 1997 году она стала первой женщиной, получившей медаль Эглестона — высшую награду инженерной школы за выдающиеся инженерные достижения и является одним из основателей отделения Общества женщин-инженеров (SWE) в Колумбийском университете.
Внесла значительный вклад в область аэрокосмической техники. Одна из первых женщин, работавших на борту подводных лодок и эсминцев ВМС США. Она участвовала в первой Международной конференции женщин-инженеров и ученых, которую SWE созвал в 1964 году, а позже стала президентом Нью-Йоркского общества инженеров и ученых.

## Биография
Анна Казанчян родилась в Нью-Йорке в семье Арама и Заруи Казанчян. Её мать эмигрировала из Константинополя, где она и её семья пережили геноцид армян со стороны турок; её отец эмигрировал из Алеппо, Сирия.
Анна выросла в Вашингтон-Хайтс и училась в средней школе Джорджа Вашингтона, а затем поступила в Барнард-колледж и Колумбийский университет, где она была первой женщиной, получившей степень бакалавра машиностроения, в качестве одной из двух женщин в первом совместном инженерном классе Барнарда-Колумбии. Позже она получила степень магистра с отличием в области машиностроения.
В начале своей карьеры Казанчян в течение 15 лет работала системным инженером в американской корпорации Bosch Arma, в течение которых она была менеджером проекта в Key West в подразделении военно-морских артиллерийских вооружений. Здесь она провела новаторскую работу, в конечном итоге разработав технологию повышения точности навигации подводных лодок, действующих ниже перископной глубины. В 1965 году она присоединилась к Unisys, глобальной компании информационных технологий, где занимала несколько должностей по управлению технологиями и разрабатывала навигационные системы для авиационной промышленности, включая ракету «Сатурн», космическую систему «Викинг» и проект «Атлас». Она также работала над конструкцией и баллистикой вооружения хвостовых орудий бомбардировщика B-52.
Казанчян работала руководителем программы ВВС США по разработке радиационно-устойчивых компьютеров и проектов для Федерального управления шоссейных дорог и Министерства обороны. Её рекомендации по полетам баллистических систем в 1957 году были использованы НАСА два года спустя для запуска нескольких спутников. В 1965 году она присоединилась к Sperry Gyrscope Corporation.
Казанчян работала в Женском совете штата Нью-Йорк, в качестве директора Совета технических обществ Нью-Йорка с 1966 по 1970 год, а также принимала активное участие в Американском обществе инженеров-механиков, Объединенном инженерном комитете управления, Американском институте аэронавтики и астронавтики и Обществе женщин-инженеров (SWE). Она также основала Армянский национальный фонд науки и образования и была членом правления компании Woodward Clyde Group, Inc. Была попечителем Колумбийского университета с 1990 по 1996 год и была членом исполнительного комитета.
Казанчян была источником вдохновения для женщин-инженеров по всему миру. Она активно поддерживала женщин-инженеров, их образование и карьеру на протяжении всей своей карьеры и даже после выхода на пенсию.